# Stadtbücherei Pirmasens
Die Stadtbücherei Pirmasens ist eine Bibliothek in Pirmasens.

## Lage
Die Bibliothek befindet sich am nordöstlichen Rand der Innenstadt in der Dankelsbachstraße. Wenige Meter östlich erstreckt sich das Gelände der Messe Pirmasens.

## Geschichte
Die Stadtbücherei wurde 1901 gegründet und hieß zunächst „Volksbibliothek“. In den folgenden Jahrzehnten wechselte sie mehrfach den Standort. Seit 1958 ist sie am aktuellen Standort untergebracht. Unter der Leitung von Ernst Teubner, der das Amt 1969 antrat, entstand die Hugo-Ball-Sammlung. Seit 1977 wird außerdem der Hugo-Ball-Almanach herausgegeben.
Seit den 2020er Jahren ist ein Umzug der Bücherei geplant. Zunächst war als Standort das frühere Horten-Kaufhaus neben dem Stierbrunnen geplant. Anfang 2025 wurde bekannt, dass diese Pläne gescheitert sind; stattdessen ist mittlerweile ein Neubau in der Höfelsgasse vorgesehen.

## Öffnnungszeiten
Die Bibliothek ist montags bis freitags geöffnet; die Öffnungszeiten variieren dabei an jedem Wochentag.